# Khớp xương

Khớp điển hình

Khớp xương là nơi tiếp giáp giữa các đầu xương cấp sự nâng đỡ cơ học, được phân loại theo cấu trúc và chức năng.

## Phân loại
Dựa vào mức độ vận động khớp xương được chia làm ba loại:
- Khớp bất động: là loại khớp không cử động được; các xương nối với nhau qua tổ chức liên kết, không có khoảng khớp, giữa 2 xương có hình răng cưa khít với nhau VD: khớp giữa xương đỉnh và xương trán, khớp giữa xương đỉnh và xương thái dương, khớp giữa xương liên hàm với xương hàm trên...
- Khớp bán động: Là loại khớp trung gian, không có bao khớp và khoang khớp, là những khớp mà cử động của khớp hạn chế, diện khớp phẳng và hẹp, ít linh hoạt.VD: khớp bán động háng và khớp bán động ngồi chỉ hoạt động khi gia súc đẻ, khớp mu, khớp giữa các thân đốt sống...
- Khớp động hay còn gọi là bao hoạt dịch: Là khớp cử động thường xuyên, có ổ khớp chứa chất hoạt dịch làm trơn khớp cho phép khớp hoạt động tự do, khớp này phổ biến ở các chi

## Cấu tạo của khớp động
Một khớp động thường được cấu tạo các thành phần sau:
1. Mặt khớp: Gồm hai hay nhiều đầu xương tiếp giáp với nhau, mỗi đầu xương được bao bọc bởi một lớp sụn mặt khớp mỏng, các đầu xương thường có hình thể đối chiếu nhau
2. Sụn khớp: Để hai xương khớp khít vào nhau, đôi khi giữa chúng còn có các sụn bổ trợ, gồm sụn thêm (sụn chêm chặt giữa hai đầu xương,dày mỏng tùy theo khớp và di chuyển theo động tác của khớp như ở khớp thái dương hàm, khớp đầu gối) và sụn viền (tổ chức sụn của một đầu khớp có tác dụng khơi sâu mặt khớp để cho hai mặt khớp ôm chặt nhau)
3. Bao khớp: Hình túi, bao quanh khớp gồm cả hai đầu xương và các sụn bổ khuyết. Tùy theo chiều cử động mà độ dày mỏng ở các vị trí khác nhau. Bao khớp gồm hai lớp gồm: lớp ngoài là màng sợi dày có nhiệm vụ bảo vệ do có chứa các sợi collagen từ mang bọc xương kéo đến, các dây thần kinh cảm giác, xúc giác; lớp trong là bao hoạt dịch là mô liên kết sợi xốp, giàu mạch máu và sợi đàn hồi, có các tế bào tiết dịch 
4. Xoang khớp: Là khoảng trống bao quanh hai đầu xương và các sụn khớp được giới hạn bởi bao hoạt dịch và chứa đầy hoạt dịch hay dịch khớp. Dịch khớp trong suốt màu vàng nhạt, nhờn, không dính, từ mạch máu chuyển ra. Tác dụng bôi trơn, giảm ma sát mặt khớp và dinh dưỡng cho sụn khớp
5. Dây chằng: Là những bó sợi sinh keo đàn hồi nối hai đầu xương với nhau. Dây chằng cùng với bao khớp giữ chiều hoạt động của khớp. Dây chằng có hai loại gồm dây chằng ngoại biên (là dây chằng nằm trong hoặc ngoài vách bao sợi) và dây chằng gian khớp (nằm trong xoang khớp, bám nối giữa hai mặt khớp, nằm bên trong màng hoạt dịch)
- Ổ khớp: giới hạn bởi các mặt khớp và bao khớp, có bao hoạt dịch lót mặt trong bao khớp. Trong ổ khớp có chất hoạt dịch. Vì vậy nên khớp động còn được gọi là khớp hoạt dịch.

6.khớp cầu: giúp quay cánh tay một vòng hoàn chỉnh vì cánh tay được liên kết bởi một khớp cầu.Khớp này gồm một đầu của xương thứ nhất tròn như quả bóng(hình cầu)khớp với một hốc tròn của đầu xương thứ hai.